# Pantea Bahram
Pantea Bahram (en persan : پانته‌آ بهرام), née le 4 mars 1970 à Téhéran, est une actrice iranienne.

## Biographie
Elle est diplômée de l'École des arts et littératures radiophoniques et télévisuelles et de la littérature dramatique. En 1987, elle a commencé sa carrière d'actrice académique en entrant à l'École de radio et de télévision iranienne et en étudiant le théâtre. Elle a connu sa première apparition sérieuse au théâtre en 1988, jouant devant un public au Shabnam Art and Story Hall.

## Filmographie

### Cinéma
- 1999 : Zesht o ziba
- 2000 : Eynak-e doodi : Mitra
- 2003 : Banoo-ye man
- 2003 : Tokyo bedoone tavaghof : Nahid
- 2005 : Les Enfants éternels de Pouran Derakhshandeh
- 2006 : La Fête du feu d'Asghar Farhadi : Simin
- 2008 : Sandali khali
- 2008 : Shirin : Woman in audience
- 2009 : Endless Dreams : Teacher
- 2009 : Khabhaye Donbaledar
- 2009 : Postchi se bar dar nemizanad : Mahvashi
- 2010 : Farewell Baghdad : Rebecca[1]
- 2010 : Hich : Mohtaram
- 2010 : Tehran, Tehran
- 2011 : Asb heyvan-e najibi ast : Homa
- 2012 : Bikhod & Bi Jahat : Mojgan
- 2012 : Man Madar Hastam : Simin Kashef
- 2012 : Migren
- 2013 : Tabaghe ye Hasas: Tabaghe Dovom Male Man
- 2013 : The Bright Day : Roshan
- 2014 : Biganeh : Nasrin
- 2014 : Tabagheye hasas : Kamali wife
- 2014 : Tragedy
- 2015 : Marge Mahi : Leila
- 2015 : The Nameless Alley
- 2016 : Gozar movaghat
- 2022 : Tuer le traître

### Télévision

#### Séries télévisées
- 1993 : Khanevade-ye Hamzeh Ali Khan
- 2009 : Kolah Ghermezi 88 : Khanum Ravanshenas
- 2010 : Under 8
- 2017 : Asheghaneh : Reyhaneh